# Laillé
Laillé is een gemeente in het Franse departement Ille-et-Vilaine (regio Bretagne). De plaats maakt deel uit van het arrondissement Rennes. Laillé telde op 1 januari 2022 5.154 inwoners.

## Geografie
De oppervlakte van Laillé bedroeg op 1 januari 2022 32,04 vierkante kilometer; de bevolkingsdichtheid was toen 160,9 inwoners per km².

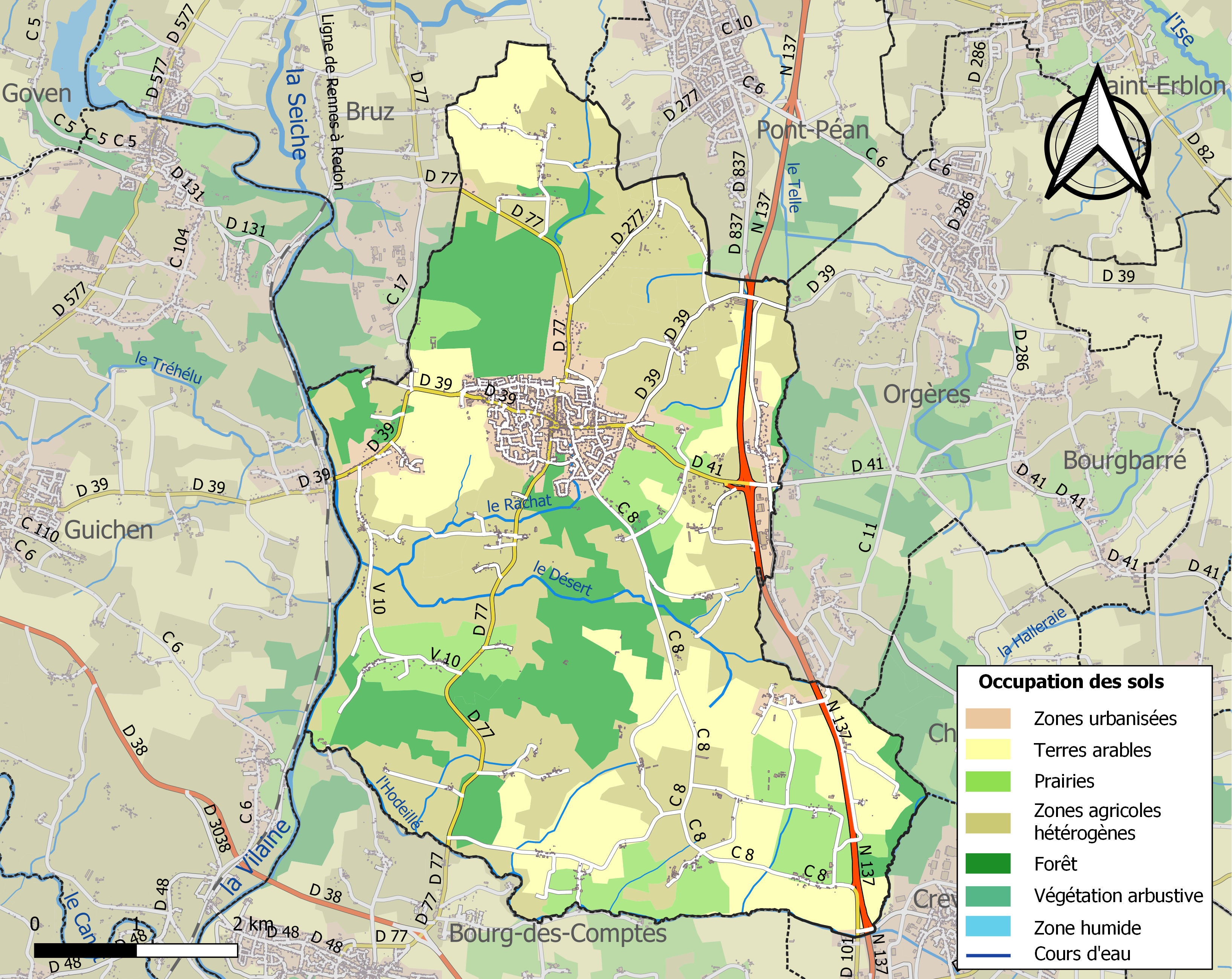
Kaart van de gemeente met belangrijkste infrastructuur, bodemgebruik en omliggende gemeenten

## Demografie
Onderstaande figuur toont het verloop van het inwonertal, bron: INSEE-tellingen. 